# Comuna Mușătești, Argeș
Mușătești este o comună în județul Argeș, Muntenia, România, formată din satele Bolovănești, Costești-Vâlsan, Mușătești, Prosia, Robaia, Stroești, Valea Faurului, Valea lui Maș, Valea Muscelului și Vâlsănești (reședința).

## Așezare
Comuna se află în partea central-nordică a județului, pe malurile râului Vâlsan, la poalele munților Făgăraș. Este străbătută de șoseaua națională DN73C, care leagă Curtea de Argeș de Câmpulung. La Robaia și Valea Faurului, acest drum se intersectează cu șoseaua județeană DJ703I, care o leagă spre sud de Mălureni și Merișani (unde se termină în DN7C) și spre nord de Brăduleț.

## Demografie
Componența etnică a comunei Mușătești
     Români (90,68%)
     Romi (1,33%)
     Alte etnii (0%)
     Necunoscută (7,99%)
Componența confesională a comunei Mușătești
     Ortodocși (89,66%)
     Penticostali (1,05%)
     Alte religii (0,62%)
     Necunoscută (8,67%)
Conform recensământului efectuat în 2021, populația comunei Mușătești se ridică la 3.240 de locuitori, în scădere față de recensământul anterior din 2011, când fuseseră înregistrați 3.870 de locuitori. Majoritatea locuitorilor sunt români (90,68%), cu o minoritate de romi (1,33%), iar pentru 7,99% nu se cunoaște apartenența etnică. Din punct de vedere confesional, majoritatea locuitorilor sunt ortodocși (89,66%), cu o minoritate de penticostali (1,05%), iar pentru 8,67% nu se cunoaște apartenența confesională.

## Politică și administrație
Comuna Mușătești este administrată de un primar și un consiliu local compus din 13 consilieri. Primarul, Ion Soroaia[*], de la Partidul Național Liberal, este în funcție din 1 noiembrie 2024. Începând cu alegerile locale din 2024, consiliul local are următoarea componență pe partide politice:
|  | Partid                          | Consilieri | Componența Consiliului | Componența Consiliului | Componența Consiliului | Componența Consiliului | Componența Consiliului | Componența Consiliului |
|  | ------------------------------- | ---------- | ---------------------- | ---------------------- | ---------------------- | ---------------------- | ---------------------- | ---------------------- |
|  | Partidul Social Democrat        | 6          |                        |                        |                        |                        |                        |                        |
|  | Partidul Național Liberal       | 5          |                        |                        |                        |                        |                        |                        |
|  | Alianța pentru Unirea Românilor | 1          |                        |                        |                        |                        |                        |                        |
|  | Partidul Mișcarea Populară      | 1          |                        |                        |                        |                        |                        |                        |

## Istorie
La sfârșitul secolului al XIX-lea, comuna făcea parte din plasa Argeș a județului Argeș și era formată din satele Mușătești, Prosica, Robaia și Valea lui Maș, având în total 1397 de locuitori. În comună existau două biserici (una de mir și una monastică, a schitului Robaia), și două școli primare (una de băieți și una de fete). La acea vreme, pe teritoriul actual al comunei mai funcționau, în aceeași plasă, și comunele Costești-Stroești și Vâlsănești. Comuna Costești-Stroești cuprindea cele două sate eponime, și avea 1679 de locuitori, două biserici și două școli primare. Comuna Vâlsănești avea 818 locuitori, cuprindea satele Valea Faurului și Vâlsănești și avea o biserică și o școală mixtă.
Anuarul Socec din 1925 consemnează comunele în aceeași plasă. Comuna Mușătești avea 1696 de locuitori în satele Mușătești, Robaia și Valea lui Maș și în cătunele Bolovănești și Prosia. comuna Costești-Stroești se numea acum Stroești și avea 2266 de locuitori în satele Costești, Stroești și Valea Muscelului; iar comuna Vâlsănești avea aceeași alcătuire și 1078 de locuitori. În 1931, ele au fost comasate într-o unică comună, cu numele Mușătești și cu reședința la Vâlsănești.
În 1950, comunele au fost arondate raionului Curtea de Argeș din regiunea Argeș. În 1968, au revenit la județul Argeș, reînființat.

## Monumente istorice

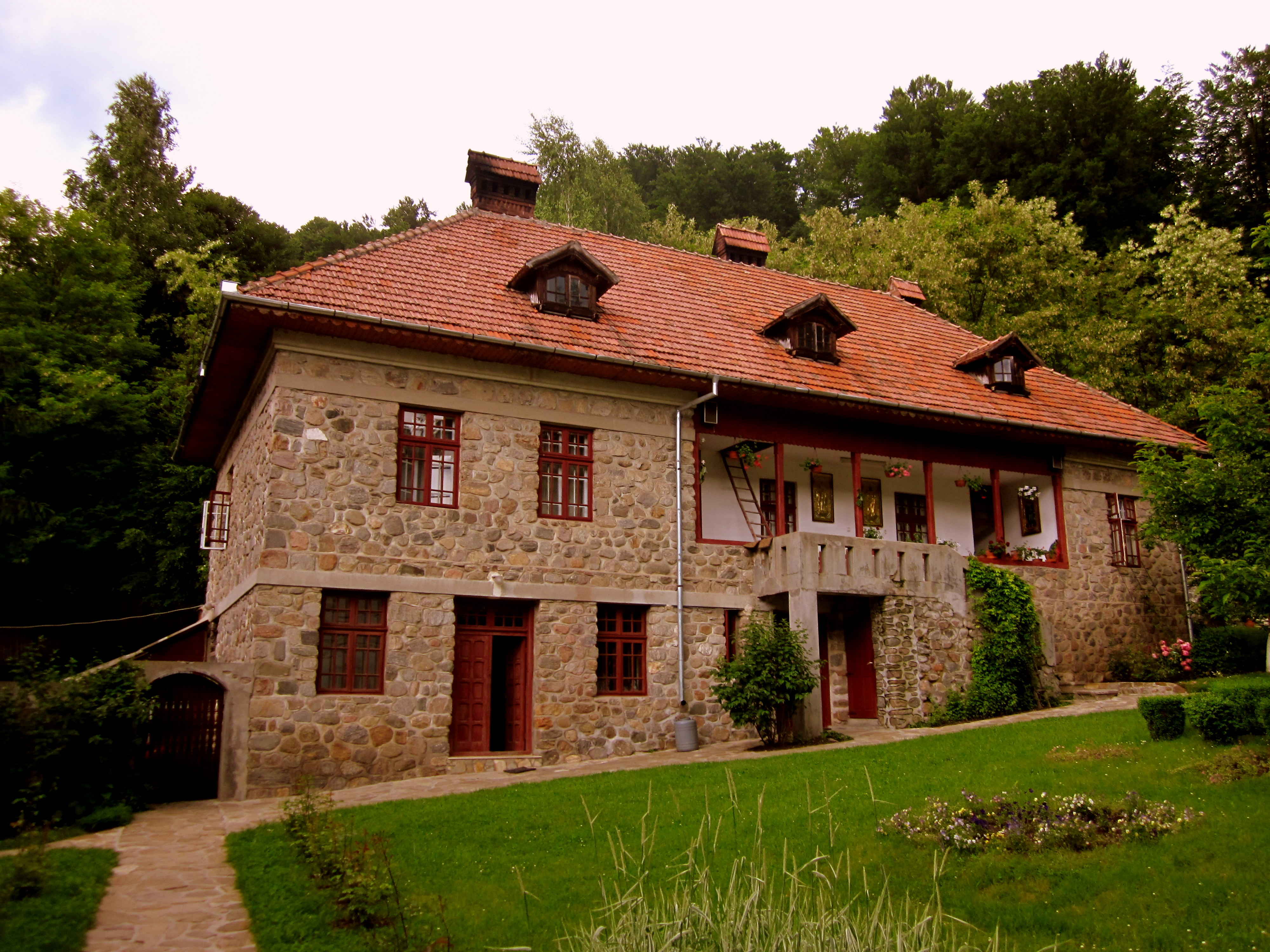
Schitul Robaia, monument istoric

În comuna Mușătești se află două monumente istorice de arhitectură de interes național: biserica de lemn „Sfinții Voievozi” (1727) din Valea Faurului; și schitul Robaia, ansamblu cuprinzând biserica „Sfântul Gheorghe” (1644, reconstruită în 1996–2007), stăreția (1935), zidul de incintă și turnul-clopotniță (secolele al XVII-lea–al XIX-lea).
În rest, alte șase obiective din comună sunt incluse în lista monumentelor istorice din județul Argeș ca monumente de interes local, toate clasificate ca monumente de arhitectură: Biserica de lemn „Sfântul Nicolae” (începutul secolului al XIX-lea) din satul Robaia; biserica „Sfântul Nicolae” (1804) din Costești-Vâlsan; ateneul popular (1920) din Mușătești; biserica „Adormirea Maicii Domnului” (1840); și casele Ban (1820); și Onițoiu (1920), toate trei din satul Vâlsănești.

## Personalități născute aici
- Constantin Dobrescu-Argeș (1856 - 1903), activist, om politic;
- Niță Toteanu (1859 - 1888), haiduc;
- Paul Grunau (1860 - 1936), profesor, pionier al silviculturii;
- Constantin Beldie (1887 - 1954), scriitor;
- Gheorghe Onea (1913 - 2007), scriitor, membru al Uniunii Scriitorilor;
- Nicolae Leonăchescu (1934 - 2019), profesor universitar, om politic;
- Elisabeta Ticuță (n. 1944), cântăreață de muzică populară;
- Mihai Deaconu (n. 1960), om politic.